# 1454 Kalevala
Az 1454 Kalevala (ideiglenes jelöléssel 1936 DO) a Naprendszer kisbolygóövében található aszteroida. Yrjö Väisälä fedezte fel 1936. február 16-án, Turkuban.